# 横田香苗
横田 香苗（よこた かなえ、1845年9月22日（弘化2年8月21日） - 1912年（大正元年）10月18日）は、明治時代の賞勲局官僚。賞勲局副総裁。錦鶏間祗候。

## 経歴
彦根藩士の横田俊輔の二男として近江国犬上郡彦根城下（滋賀県彦根市）に生まれ、のち横田和四郎の養子となる。内閣賞勲局に奉職し、同書記官を務めた。1898年（明治31年）10月、賞勲局副総裁に就任し、1912年（明治45年）5月24日、錦鶏間祗候を仰せ付けられた。墓所は青山霊園。

## 著作
- 編『雷笑余声』宇津木豊吉、1892年。
- 他編『岡本黄石翁雷笑余声』博文館、1892年。
- 『竹泉遺稿』横田秀一、1913年。